# Messages Quartet
Messages Quartet – polski kwartet smyczkowy założony w 2014 roku.

## Skład zespołu
- Małgorzata Wasiucionek-Potera – skrzypce
- Oriana Masternak – skrzypce
- Maria Shetty – altówka
- Beata Urbanek – wiolonczela

## Zespół
Nazwa założonego w 2014 roku zespołu nawiązuje do II Kwartetu smyczkowego „Messages” (1980) Andrzeja Panufnika (1914–1991). Działalność Messages Quartet jest skupiona wokół muzyki polskiej XX i XXI wieku. Dla kwartetu istotne jest propagowanie narodowej sztuki najnowszej, ze szczególnym uwzględnieniem stale odkrywanej i rzadko wykonywanej. W swoim repertuarze ma dzieła takich twórców, jak Szymon Laks, Andrzej Panufnik, Eugeniusz Morawski, Mieczysław Wajnberg, Erwin Schulhoff, Philipp i Xaver Scharwenka, Grażyna Bacewicz, Karol Szymanowski, Dmitrij Szostakowicz, jak również arcydzieła światowej literatury kwartetowej. Zespół dokonał wielu prawykonań – utworów autorstwa kompozytorów polskich i zagranicznych m.in. Marty Ptaszyńskiej, Evgeny’ego Irshai’a, Rafała Janiaka i Michalisa Travlosa. Messages Quartet za swoją działalność artystyczną jest stale wyróżniany i nagradzany.
Zespół jest laureatem Programu Stypendialnego „Młoda Polska” (2016), dzięki któremu wydał swą debiutancką płytę z kompletem zachowanych kwartetów smyczkowych Szymona Laksa (wydawnictwo DUX). Album ten otrzymał znakomite recenzje w prasie francuskiej, niemieckiej, brytyjskiej, amerykańskiej i polskiej. Przez lata aktywności kwartetu, również nakładem wydawnictwa DUX, ukazały się trzy kolejne płyty artystek. W 2019 swoją premierę miał drugi album zespołu „Messages” z muzyką Panafiuka, Moniuszki i Pendereckiego. Trzy lata później (2022), we współpracy z pianistką Julią Kociuban, powstała płyta Bacewicz & Tansman: Piano Quintets. Wydanie zostało nominowane do nagrody Fryderyk 2022 i nagrodzone statuetką II edycji międzynarodowego konkursu „Muzyczne Orły” 2022. W 2024 swoja premierę miał najnowszy album artystek „Wajnberg, Tansman, Przybylski: Clairnet Quintets” zrealizowany z klarnecistą Piotrem Lato. Za ten projekt muzyczny zespół otrzymał Srebrny Dyplom w kategorii płyta fonograficzna w IV Międzynarodowego Konkursu „Muzyczne Orły”. Messagess Quartet współpracował również z Andrzejem Karałowem przy jego dwóch albumach nominowanych do nagrody Fryderyk w roku 2021 i 2024.
Messages Quartet koncertuje w prestiżowych salach koncertowych Polski i za granicą, m.in. w Wiedniu, Londynie, Moskwie, w São Paulo. Zespół zaprezentował nowatorski repertuar w ramach serii koncertów kameralnych w siedzibie Narodowej Orkiestry Symfonicznej Polskiego Radia w Katowicach.
O zespole wypowiadali się uznani krytycy: „Messages Quartet (...) to niewątpliwie nowa siła kwartetowa na polskiej estradzie i należy ją obserwować”, pisała w „Ruchu Muzycznym” (12/2015) Marta Januszkiewicz, a już 2 lata później Anna Woźniakowska określiła zespół jako „jeden z najlepszych obecnie polskich kwartetów smyczkowych”.

## Nagrody i wyróżnienia
- 2015: II miejsce, Srebrny Medal i Nagroda Specjalna „Shostakovich Prize” za wykonanie kwartetu Dmitrija Szostakowicza na II Międzynarodowym Konkursie Muzyki Kameralnej w Płowdiwie w Bułgarii[6]
- 2016: Stypendium Programu „Młoda Polska”[7]
- 2021: Nominacja do nagrody Fryderyk albumu Andrzeja Karałowa „De invitatione Mortis” z udziałem kwartetu Messages Quartet[8]
- 2022: Nominacja do nagrody Fryderyk za album „Bacewicz & Tansman: Piano Quintets” zrealizowany we współpracy z pianistką Julią Kociuban[9]
- 2022: Dyplom Statuetka II Międzynarodowego Konkursu „Muzyczne Orły” za cykl koncertów z Kwintetami fortepianowymi Grażyny Bacewicz i Aleksandra Tansmana w wykonaniu Julii Kociuban i Messages Quartet, połączony z prezentacją płyty CD „Bacewicz & Tansman: Piano Quintets”[10]
- 2023: Nominacja do nagrody Koryfeusz Muzyki Polskiej w kategorii „Osobowość roku”[11]
- 2024: Nominacja do nagrody Fryderyk dla albumu Andrzeja Karałowa „There are some nebulae no eye can dispel” z nagraniem „Particulae lucis” w wykonaniu kwartetu Messages Quartet[12]
- 2024: Srebrny Dyplom IV Międzynarodowego Konkursu „Muzyczne Orły” w kategorii płyta fonograficzna za album „Wajnberg, Tansman, Przybylski: Clairnet Quintets” zrealizowany we współpracy z klarnecistą prof. dr. hab. Piotrem Lato

## Dyskografia
Albumy Studyjne
- Szymon Laks – String Quartets (DUX, 2017)[13]
- Messages (DUX, 2019)[14]
- Bacewicz & Tansman: Piano Quintets [oraz Julia Kociuban (DUX, 2022)][15]
- Wajnberg, Tansman, Przybylski: Clairnet Quintets [oraz Piotr Lato (DUX, 2024)][16]

Występy gościnne
- Wielcy nieznani Philipp i Xaver Scharwenka (Wydawnictwo Akademii Muzycznej w Krakowie, 2014)[17]
- Mendelssohn – Chausson. Double concertos (Acte Prealable, 2016)[18]
- Andrzej Karałow: De invitatione mortis (Chopin University Press, 2020)[19]
- Andrzej Karałow: There are some nebulae no eye can dispel (Chopin University Press, 2023)[20]